# 蛋白质甲基化
蛋白质甲基化（英語：Protein methylation），是一种在蛋白质上添加甲基的翻译后修饰。它可以出现在精氨酸和赖氨酸的含氮侧链上，也可以出现在许多不同蛋白质的氨基和羧基末端。在生物学中，蛋白质甲基化由甲基转移酶催化，通常情况下，这种酶通过S-腺苷甲硫氨酸激活。
目前人类对组蛋白中的甲基化研究最多（这一甲基化过程由组蛋白甲基转移酶催化）。在某些残基上甲基化的组蛋白可以通过表观遗传学的方式抑制或激活基因表达。